# Ляхово (усадьба)
Ляхово — усадьба, расположенная в селе Ляхово Домодедовском районе Московской области.

## История
Известна с XVII века. В начале XVIII века вотчиной владел кригс-комиссар Ф. В. Наумов. После него имением владела его дочь А. Ф. Наумова. В 1773 году имение приобрела генеральша П. И. Позднякова. В том же году ею построена первая усадьба из дерева с погребом, тремя жилыми флигелями и конюшней. Рядом с усадьбой она высадила фруктовый сад, проложила от центрального выхода липовую аллею, за ним несколько каскадных прудов. В 1800 году Позднякова скончалась, её наследники продали имение генерал-лейтенанту Г. А. Васильчикову. Васильчиков перестроил деревянную усадьбу и другие строения в каменные в стиле классицизма. В середине XIX века усадьбой владела А. Д. Заливская, в 1890 году перешла статскому советнику управляющему имениями графа С. Д. Шереметева Н. Н. Агапову, с 1894 года и до революции владел помещик и предводитель уездного дворянства А. А. Варгин, последний построил на территории ещё несколько новых строений. Деревянные флигель и Дом Варгиной 1910 года постройки утрачены в результате пожара в 1970-х годах. После революции усадьба была национализирована, после чего там был организован колхоз. В 1922 году усадьбу обустроили под обувную фабрику «Парижская коммуна», во флигелях расположили детский сад, после здесь восемь лет работала школа. В 1945 году в имении находилось сельское хозяйство «Ильинское». Затем до начала 2000-х там жили квартиранты.
От усадебного комплекса сохранилось только постепенно разрушающиеся главное здание, остальные дошедшие до настоящего времени постройки стоят в руинах. 
В 1980 году здание усадьбы служило декорацией для приключений графа Калиостро. В 1984 году на территории усадьбы снимался фильм «Формула любви» режиссёра Марка Захарова. В 1990-е эти усадебные постройки были утрачены, от жилых флигелей остались только голые стены. 
В 2015 году усадьбу Ляхово приобрела компания ASG, которая должна была заниматься восстановлением. Однако восстановительные работы до сих пор не начаты.
В сентябре 2022 года прошел очередной аукцион на право аренды усадьбы Ляхово. Победителем признано ООО «Ларико». К ноябрю никаких следов восстановительных работ на усадьбе не обнаружено.